# Sesamia inferens
Sesamia inferens là một loài bướm đêm trong họ Noctuidae.